# Uschertsgrün
Uschertsgrün  ist ein Gemeindeteil der Stadt Schauenstein im Landkreis Hof (Oberfranken, Bayern). Uschertsgrün liegt in der Gemarkung Windischengrün.

## Geografie
Das Dorf liegt etwas nördlich und unterhalb der Kernstadt von Schauenstein gegenüber einem neuen Gewerbegebiet um die Waldenfelsstraße am linken Ufer der Selbitz und auf dem Talhang darüber auf etwa 520 bis 562 m ü. NHN. An den südlichen Ortsrand grenzt der Weiler Kleinschmiedenhammer. Über die Kreisstraße HO 36 auf dem rechten Talgrund, von der aus eine Verbindungsstraße über den Fluss durch Uschertsgrün weiter westlich in Richtung Haueisen und Haidengrün führt, ist der Ort an die etwas unterhalb in den rechten Talgrund absteigende Staatsstraße 2195 Schauenstein–Weidesgrün–Selbitz angebunden. Der Ort lag an der Bahnstrecke Selbitz–Helmbrechts, die mittlerweile stillgelegt ist.

## Geschichte
Uschertsgrün erschien 1386 beim Verkauf der Herrschaft Schauenstein durch die Wolfstriegel an die Burggrafen von Nürnberg. 
Gegen Ende des 18. Jahrhunderts bestand Uschertsgrün aus 16 Anwesen. Die Hochgerichtsbarkeit sowie die Dorf- und Gemeindeherrschaft stand dem bayreuthischen Vogteiamt Schauenstein zu. Grundherren waren das Kastenamt Kulmbach (1 Halbhof, 10 Viertelhöfe, 2 halbe Söldengüter, 2 Tropfhäuser) und die Hofkanzlei Bayreuth für den herrschaftlichen Besitz (1 Gütlein).
Von 1797 bis 1810 unterstand Uschertsgrün dem Justiz- und Kammeramt Naila. Infolge des Ersten Gemeindeedikts wurde Uschertsgrün dem 1812 gebildeten Steuerdistrikt Schauenstein und der zugleich entstandenen Ruralgemeinde Windischengrün zugewiesen. Im Zuge der Gebietsreform in Bayern wurde die Uschertsgrün am 1. Mai 1978 nach Schauenstein eingemeindet.

### Ehemaliges Baudenkmal
- Haus Nr. 12: Zweigeschossiges Wohnstallhaus mit Krüppelwalmdach, zweites Viertel des 19. Jahrhunderts; Erdgeschoss verputzt massiv, Obergeschoss sichtbares Fachwerk mit Ziegelausfachung (erneuert, ursprünglich Lehmziegel).[8]

### Einwohnerentwicklung
| Jahr      | 001819 | 001861 | 001871 | 001885 | 001900 | 001925 | 001950 | 001961 | 001970 | 001987 | 002006 | 002013 |
| Einwohner | 85     | 121    | 137    | 119    | 117    | 163    | 302    | 254    | 268    | 208    | 229    | 187    |
| Häuser    |        |        |        | 21     | 21     | 30     | 35     | 40     |        | 64     |        |        |
| Quelle    | [ 6 ]  | [ 10 ] | [ 11 ] | [ 12 ] | [ 13 ] | [ 14 ] | [ 15 ] | [ 16 ] | [ 17 ] | [ 18 ] |        | [ 1 ]  |

## Religion
Uschertsgrün ist seit der Reformation evangelisch-lutherisch geprägt und war ursprünglich nach Selbitz gepfarrt, seit dem 19. Jahrhundert ist die Pfarrei St. Bartholomäus (Schauenstein) zuständig.